# Série de pièces américaines d'un quart de dollar America the Beautiful
Pour les articles homonymes, voir America the Beautiful.
Les America the Beautiful Quarters sont une série de pièces d'un quart de dollar américain émise par l'United States Mint de 2010 à 2021 avec une possibilité d'extension jusqu'en 2033 pour faire connaître les différents parcs naturels des États-Unis. Ces pièces sont émises au rythme de cinq par an, par ordre de création des parcs retenus. La série actuelle comporte 56 pièces, une par État ou territoire et une pour le district de Columbia.

## Caractéristiques
L'avers des pièces, ainsi que les dimensions, sont identiques pour toute la série. Seul le revers change pour chaque parc.
| Avers | Description                  | Valeur | Diamètre | Poids  | Épaisseur | Métaux                       | Tranche    |
| ----- | ---------------------------- | ------ | -------- | ------ | --------- | ---------------------------- | ---------- |
|       | Effigie de George Washington | 0,25 $ | 24,26 mm | 5,67 g | 1,75 mm   | Cuivre 91,67 % Nickel 8,33 % | 119 stries |

## Carte des États par année
|  |

## Les dessins par site
| #  | État (ou Territoire)        | Site (date de l'obtention du statut)                                              | Date de sortie    | Frappe                                                           | Description revers | Revers | Photo du site                                                    |
| -- | --------------------------- | --------------------------------------------------------------------------------- | ----------------- | ---------------------------------------------------------------- | --- | ------ | ---------------------------------------------------------------- |
| 1  | Arkansas                    | Parc national de Hot Springs (20 avril 1832)                                      | 19 avril 2010     | Denver : 29 000 000 Philadelphie : 30 600 000 Total : 59 600 000 | Fontaine thermale devant l'entrée de l'immeuble administratif du Parc national de Hot Springs. Dans l'anneau externe, HOT SPRINGS, ARKANSAS, E PLURIBUS UNUM et le millésime 2010. |        | Entrée sud de l'immeuble administratif.                          |
| 2  | Wyoming                     | Parc national de Yellowstone (1er mars 1872)                                      | 1er juin 2010     | Denver : 34 800 000 Philadelphie : 33 600 000 Total : 68 400 000 | Bison d'Amérique du Nord devant le geyser Old Faithful dans le Parc national de Yellowstone. Dans l'anneau externe, YELLOWSTONE, WYOMING, E PLURIBUS UNUM et le millésime 2010. |        | Bisons pâturant près d'une source chaude.                        |
| 3  | Californie                  | Parc national de Yosemite (1er octobre 1890)                                      | 26 juillet 2010   | Denver : 34 800 000 Philadelphie : 35 200 000 Total : 70 000 000 | Paysage avec la formation rocheuse El Capitan, dans le Parc national de Yosemite. Dans l'anneau externe, YOSEMITE, CALIFORNIA (Californie), E PLURIBUS UNUM et le millésime 2010. |        | Vue d'El Capitan.                                                |
| 4  | Arizona                     | Parc national du Grand Canyon (20 février 1893)                                   | 20 septembre 2010 | Denver : 34 600 000 Philadelphie : 34 800 000 Total : 69 400 000 | Grenier de la crique Nankoweap avec une vue sur Marble Canyon et le Colorado, dans la partie nord du Parc national du Grand Canyon. Dans l'anneau externe, GRAND CANYON, ARIZONA, E PLURIBUS UNUM et le millésime 2010. |        | Grenier dans la crique de Nankoweap                              |
| 5  | Oregon                      | Forêt nationale du Mont Hood (28 septembre 1893)                                  | 15 novembre 2010  |                                                                  | Vue du Mont Hood avec le Lost Lake, en avant-plan. Dans l'anneau externe, MOUNT HOOD (Mont Hood), OREGON, E PLURIBUS UNUM et le millésime 2010. |        | Le Mont Hood depuis le Lost Lake.                                |
| 6  | Pennsylvanie                | Parc militaire national de Gettysburg (11 février 1895)                           | 24 janvier 2011   |                                                                  | Monument au 72e régiment d'infanterie de Pennsylvanie, au cimetière national de Gettysburg. Dans l'anneau externe, GETTYSBURG, PENNSYLVANIA (Pennsylvanie), E PLURIBUS UNUM et le millésime 2011. |        | Monument au 72e régiment d'infanterie de Pennsylvanie.           |
| 7  | Montana                     | Parc national de Glacier (22 février 1897)                                        | 4 avril 2011      |                                                                  | Une chèvre des montagnes Rocheuses sur un rocher devant le versant nord-est du Mont Reynolds dans le Parc national de Glacier. Dans l'anneau externe, GLACIER, MONTANA, E PLURIBUS UNUM et le millésime 2011. |        | Chèvre des montagnes Rocheuses dans le Parc national de Glacier. |
| 8  | Washington                  | Parc national Olympique (22 février 1897)                                         | 13 juin 2011      |                                                                  | Wapiti de Roosevelt dans le Parc national Olympique, près du fleuve Hoh et avec une vue sur le Mont Olympe. Dans l'anneau externe, OLYMPIC (Olympique), WASHINGTON, E PLURIBUS UNUM et le millésime 2011. |        | Vue du parc.                                                     |
| 9  | Mississippi                 | Parc national militaire de Vicksburg (21 février 1899)                            | 29 août 2011      |                                                                  | Canonnière USS Cairo sur le Yazoo. Dans l'anneau externe, VICKSBURG, MISSISSIPPI, E PLURIBUS UNUM et le millésime 2011. |        | L'USS Cairo en 1862.                                             |
| 10 | Oklahoma                    | Zone récréative nationale de Chickasaw (1er juillet 1902)                         | 14 novembre 2011  |                                                                  | Lincoln Bridge dans la Zone récréative nationale de Chickasaw, en dessous d'un vol d'oiseaux. Dans l'anneau externe, CHICKASAW, OKLAHOMA, E PLURIBUS UNUM et le millésime 2011. |        | Vue du parc.                                                     |
| 11 | Puerto Rico                 | Forêt nationale d'El Yunque (17 janvier 1903)                                     | 23 janvier 2012   |                                                                  | Une Amazone de Porto Rico sur une plante épiphyte et un Eleutherodactylus coqui sur une feuille. Dans l'anneau externe, EL YUNQUE, PUERTO RICO (Porto Rico), E PLURIBUS UNUM et le millésime 2012. |        | Amazone de Porto Rico.                                           |
| 12 | Nouveau-Mexique             | Parc historique national de Chaco (3 novembre 1907)                               | 2 avril 2012      |                                                                  | Vue du site archéologique Chetro Ketl, dans Parc historique national de Chaco, montrant 2 kivas et le mur nord. Dans l'anneau externe, CHACO CULTURE, NEW MEXICO (Nouveau-Mexique), E PLURIBUS UNUM et le millésime 2012. |        | Chetro Ketl.                                                     |
| 13 | Maine                       | Parc national d'Acadia (8 juillet 1916)                                           | 11 juin 2012      |                                                                  | Vue d'une falaise comprenant une forêt de pin et le Phare de Bass Harbor. Dans l'anneau externe, ACADIA, MAINE, E PLURIBUS UNUM et le millésime 2012. |        | Phare de Bass Harbor.                                            |
| 14 | Hawaii                      | Parc national des volcans d'Hawaï (1er août 1916)                                 | 27 août 2012      |                                                                  | Faille est du volcan Kīlauea en irruption. Dans l'anneau externe, HAWAI'I VOLCANOES (volcans d'Hawaï), HAWAII (Hawaï"), E PLURIBUS UNUM et le millésime 2012. |        | Vue nocturne du cratère du Puʻu ʻŌʻō en juin 1983.               |
| 15 | Alaska                      | Parc national et réserve de Denali (26 février 1917)                              | 5 novembre 2012   |                                                                  | Un Mouflon de Dall devant le mont McKinley. Dans l'anneau externe, DENALI, ALASKA, E PLURIBUS UNUM et le millésime 2012. |        | Mouflon de Dall devant le mont McKinley.                         |
| 16 | New Hampshire               | Forêt nationale de White Mountain (16 mai 1918)                                   | 28 janvier 2013   |                                                                  | Le Mont Chocorua vu entre quelques bouleaux. Dans l'anneau externe, WHITE MOUNTAIN, NEW HAMPSHIRE, E PLURIBUS UNUM et le millésime 2013. |        | Le Mont Chocorua.                                                |
| 17 | Ohio                        | Perry's Victory and International Peace Memorial (3 mars 1919)                    | 1er avril 2013    |                                                                  | La statue du Master commandant Oliver Hazard Perry dans le centre des visiteurs et le Mémorial de la Paix. Dans l'anneau externe, PERRY'S VICTORY (Victoire de Perry), OHIO, E PLURIBUS UNUM et le millésime 2013. |        | Le Mémorial de la Paix.                                          |
| 18 | Nevada                      | Parc national du Grand Bassin (24 janvier 1922)                                   | 10 juin 2013      |                                                                  | Un pin Bristlecone sur une moraine. Dans l'anneau externe, GREAT BASIN (Grand Bassin), NEVADA, E PLURIBUS UNUM et le millésime 2013. |        | Pin Bristlecone.                                                 |
| 19 | Maryland                    | Monument national du Fort McHenry (3 mars 1925)                                   | 26 août 2013      |                                                                  | Le Fort McHenry arborant le drapeau des États-Unis pendant le feu d'artifice du Defenders Day. Dans l'anneau externe, FORT McHENRY, MARYLAND, E PLURIBUS UNUM et le millésime 2013. |        | Le Fort McHenry.                                                 |
| 20 | Dakota du Sud               | Mémorial national du Mont Rushmore (3 mars 1925)                                  | 4 novembre 2013   |                                                                  | Sculpteurs sculptant les visages des Présidents Thomas Jefferson et George Washington sur le Mont Rushmore. Dans l'anneau externe, FORT MOUNT RUSHMORE (Mont Rushmore), SOUTH DAKOTA (Dakota du Sud), E PLURIBUS UNUM et le millésime 2013. |        | Sculpture du visage de George Washington sur le Mont Rushmore.   |
| 21 | Tennessee                   | Parc national des Great Smoky Mountains 22 mai 1926                               | 27 janvier 2014   |                                                                  | Une cabane historique entourée par la forêt. Dans le ciel vole un faucon. Dans l'anneau externe, GREAT SMOKY MOUNTAINS, TENNESSEE, E PLURIBUS UNUM et le millésime 2014. Gravure : Renata Gordon Dessin : Chris Costello |        | Cabane historique dans le parc.                                  |
| 22 | Virginie                    | Parc national de Shenandoah (22 mai 1926)                                         | 31 mars 2014      |                                                                  | Un randonneur s'approchant du point de vue du sommet Stony Man. Dans l'anneau externe, SHENANDOAH, VIRGINIA (Virginie), E PLURIBUS UNUM et le millésime 2014. Gravure : Phebe Hemphill |        | Vue depuis Stony Man.                                            |
| 23 | Utah                        | Parc national des Arches (3 mars 1929)                                            | 9 juin 2014       |                                                                  | Le Delicate Arch, dans le Parc national des Arches, avec les montagnes La Sal à l'arrière-plan. Dans l'anneau externe, ARCHES, UTAH, E PLURIBUS UNUM et le millésime 2014. Gravure : Charles L. Vickers Dessin : Donna Weaver |        | Delicate Arch.                                                   |
| 24 | Colorado                    | Parc national et réserve de Great Sand Dunes (17 mars 1932)                       | 25 août 2014      |                                                                  | Un père et son fils jouant dans le sable près d'une crique. À l'arrière-plan, les dunes et les montagnes du Parc national et réserve de Great Sand Dunes. Dans l'anneau externe, GREAT SAND DUNES, COLORADO, E PLURIBUS UNUM et le millésime 2014. Gravure : Don Everhart                                                                               |        | Vue du parc.                                                     |
| 25 | Floride                     | Parc national des Everglades (30 mai 1934)                                        | 3 novembre 2014   |                                                                  | Un anhinga d'Amérique déployant ses ailes et une spatule rosée dans un paysage du Parc national des Everglades. Dans l'anneau externe, EVERGLADES, FLORIDA, E PLURIBUS UNUM et le millésime 2014. Gravure : Joseph Menna Dessin : Joel Iskowitz |        | Un anhinga d'Amérique dans les Everglades.                       |
| 26 | Nebraska                    | Monument national de Homestead (19 mars 1936)                                     | 9 février 2015    |                                                                  | La cabane en rondins de Palmer-Epard entouré de deux épis. Devant la cabane, une pompe à eau. Dans l'anneau externe, HOMESTEAD, NEBRASKA, E PLURIBUS UNUM et le millésime 2015. Gravure : Jim Licaretz Dessin : Ronald D. Sanders |        | La cabane en rondins Palmer-Epard de 1867.                       |
| 27 | Louisiane                   | Forêt nationale de Kisatchie (3 juin 1936)                                        | 13 avril 2015     |                                                                  | Un dindon sauvage en vol devant des pins des marais. Dans l'anneau externe, KISATCHIE, LOUISIANA (Louisiane), E PLURIBUS UNUM et le millésime 2015. Gravure : Joseph Menna Dessin : Susan Gamble |        | Dindon sauvage.                                                  |
| 28 | Caroline du Nord            | Blue Ridge Parkway (3 juin 1936)                                                  | 22 juin 2015      |                                                                  | Une route de montagne menant à un tunnel. À l'avant-plan, un cornouiller à fleurs, fleur symbole de la Caroline du Nord. Dans l'anneau externe, BLUE RIDGE PARKWAY, NORTH CAROLINA (Caroline du Nord), E PLURIBUS UNUM et le millésime 2015. Gravure : Joseph Menna Dessin : Frank Morris                                                               |        | Route du parc.                                                   |
| 29 | Delaware                    | Bombay Hook National Wildlife Refuge (22 juin 1937)                               | 14 septembre 2015 |                                                                  | Un grand héron bleu et une grande aigrette dans un paysage du Bombay Hook National Wildlife Refuge. Dans l'anneau externe, BOMBAY HOOK, DELAWARE, E PLURIBUS UNUM et le millésime 2015. Gravure : Phebe Hemphill Dessin : Joel Iskowitz |        | Vue du refuge.                                                   |
| 30 | New York                    | Parc historique national de Saratoga (1er juin 1938)                              | 16 novembre 2015  |                                                                  | La main du Général John Burgoyne rendant son épée au Général Horatio Gates marquant la fin des Batailles de Saratoga. En bas à droite, la légende British Surrender 1777 (Capitulation britannique 1777). Dans l'anneau externe, SARATOGA, NEW YORK, E PLURIBUS UNUM et le millésime 2015. Gravure : Renata Gordon Dessin : Barbara Fox                 |        | Vue du champ de bataille.                                        |
| 31 | Illinois                    | Forêt nationale de Shawnee (6 septembre 1939)                                     | 1er février 2016  |                                                                  | Vue de Camel Rock, dans la Forêt nationale de Shawnee, survolé par une buse à queue rousse. Dans l'anneau externe, SHAWNEE, ILLINOIS, E PLURIBUS UNUM et le millésime 2016. Dessin : Justin Kunz |        | Garden of the Gods                                               |
| 32 | Kentucky                    | Parc historique national de Cumberland Gap (11 juin 1940)                         | 4 avril 2016      |                                                                  | Un garde-frontière armé d'un fusil fixant les montagnes à l'Ouest. En haut, à gauche, la légende FIRST DOORWAY TO THE WEST (Première porte vers l'Ouest). Dans l'anneau externe, CUMBERLAND GAP, KENTUCKY, E PLURIBUS UNUM et le millésime 2016. Gravure : Joseph Menna Dessin : Barbara Fox                                                            |        | Vue du parc.                                                     |
| 33 | Virginie-Occidentale        | Parc historique national de Harpers Ferry (3 juin 1944)                           | 6 juin 2016       |                                                                  | Le Fort de John Brown, dans le Parc historique national de Harpers Ferry, au-dessus de la légende JOHN BROWN'S FORT. Dans l'anneau externe, HARPERS FERRY, WEST VIRGINIA (Virginie-Occidentale), E PLURIBUS UNUM et le millésime 2016. Gravure : Phebe Hemphill Dessin : Thomas Hipschen                                                                |        | Fort de John Brown.                                              |
| 34 | Dakota du Nord              | Parc national Theodore Roosevelt (25 février 1946)                                | 29 août 2016      |                                                                  | Theodore Roosevelt à cheval près du Petit Missouri. Dans l'anneau externe, THEODORE ROOSEVELT, NORTH DAKOTA (Dakota du Nord), E PLURIBUS UNUM et le millésime 2016. Gravure : Phebe Hemphill Dessin : Joel Iskowitz |        | Vue du parc avec le Petit Missouri.                              |
| 35 | Caroline du Sud             | Fort Moultrie (Monument national du Fort Sumter) (28 avril 1948)                  | 14 novembre 2016  |                                                                  | Le Sergent William Jasper agitant le drapeau du régiment pendant l'attaque d'un navire britannique (vu au loin), pendant la Bataille de Sullivan's Island. Dans l'anneau externe, FORT MOULTRIE, SOUTH CAROLINA (Caroline du Sud), E PLURIBUS UNUM et le millésime 2016. Gravure : Joseph Menna Dessin : Richard Scott                                  |        | Représentation de la Bataille de Sullivan's Island.              |
| 36 | Iowa                        | Monument national des Effigy Mounds (25 octobre 1949)                             | 6 février 2017    |                                                                  | Tumulus du groupe des ours marchant au sein du Monument national des Effigy Mounds. À l'arrière-plan, une forêt. Dans l'anneau externe, EFFIGY MOUNDS, IOWA, E PLURIBUS UNUM et le millésime 2017. Gravure : Renata Gordon Dessin : Richard Masters |        | Groupe des tumulus des ours marchant.                            |
| 37 | Washington DC               | Site historique national Frederick Douglass (5 septembre 1962)                    | 3 avril 2017      |                                                                  | Effigie de Frederick Douglass en train d'écrire à son bureau. À l'arrière-plan, sa maison à Washington. Dans l'anneau externe, FREDERICK DOUGLASS, DISTRICT OF COLUMBIA, E PLURIBUS UNUM et le millésime 2017. Gravure : Phebe Hemphill Dessin : Thomas Hipschen                                                                                        |        | Maison de Frederick Douglass.                                    |
| 38 | Missouri                    | Ozark National Scenic Riverways (27 août 1964)                                    | 5 juin 2017       |                                                                  | Moulin Alley au bout d'un cours d'eau. Dans l'anneau externe, OZARK RIVERWAYS, MISSOURI, E PLURIBUS UNUM et le millésime 2017. Gravure : Renata Gordon Dessin : Ronald D. Sanders |        | Le moulin et la chute Alley                                      |
| 39 | New Jersey                  | Ellis Island (Monument national de la statue de la Liberté) (11 mai 1965)         | 28 août 2017      |                                                                  | Un couple d'immigrants avec un enfant agitant un drapeau des États-Unis, devant l'hôpital d'Ellis Island. Dans l'anneau externe, ELLIS ISLAND, NEW JERSEY, E PLURIBUS UNUM et le millésime 2017. Gravure : Phebe Hemphill Dessin : Barbara Fox |        | Photo historique des immigrants à Ellis Island (1902).           |
| 40 | Indiana                     | Parc historique national de George Rogers Clark (23 juillet 1966)                 | 13 novembre 2017  |                                                                  | George Rogers Clark armé menant ses hommes vers Fort Sackville, pendant le siège du Fort Vincennes en 1779. Dans l'anneau externe, GEORGE ROGERS CLARK, INDIANA, E PLURIBUS UNUM et le millésime 2017. Gravure : Michael Gaudioso Dessin : Frank Morris                                                                                                 |        | Tableau du siège de Fort Vincennes.                              |
| 41 | Michigan                    | Pictured Rocks National Lakeshore (15 octobre 1966)                               | 5 février 2018    |                                                                  | Rocher surnommé "Chapel Rock" surmonté d'un pin blanc. Dans l'anneau externe, PICTURED ROCKS, MICHIGAN, E PLURIBUS UNUM et le millésime 2018. Gravure : Michael Gaudioso Dessin : Paul Balan |        | Chapel Rock.                                                     |
| 42 | Wisconsin                   | Apostle Islands National Lakeshore (26 septembre 1970)                            | 9 avril 2018      |                                                                  | Grottes marines de Devils Island avec un phare à l'arrière-plan et un kayak à l'avant-plan. Dans l'anneau externe, APOSTLE ISLANDS, WISCONSIN, E PLURIBUS UNUM et le millésime 2018. Gravure : Renata Gordon Dessin : Richard Masters |        | Grottes marine de Devils Island.                                 |
| 43 | Minnesota                   | Parc national des Voyageurs (8 janvier 1971)                                      | 11 juin 2018      |                                                                  | Un plongeon huard devant une falaise. Dans l'anneau externe, VOYAGEURS, MINNESOTA, E PLURIBUS UNUM et le millésime 2018. Gravure : Joseph Menna Dessin : Patricia Lucas-Morris |        | Vue du parc.                                                     |
| 44 | Géorgie                     | Cumberland Island National Seashore (23 octobre 1972)                             | 27 août 2018      |                                                                  | Une aigrette neigeuse déployant ses ailes et posée sur une branche dans un schorre. Dans l'anneau externe, CUMBERLAND ISLAND, GEORGIA, E PLURIBUS UNUM et le millésime 2018. Gravure : Don Everhart Dessin : Donna Weaver |        | Vue du parc.                                                     |
| 45 | Rhode Island                | Block Island National Wildlife Refuge (12 avril 1973)                             | 13 novembre 2018  |                                                                  | Un bihoreau gris en vol survolant les plages de Cow Cove. À l'arrière plan, le phare de North Light. Dans l'anneau externe, BLOCK ISLAND, RHODE ISLAND, E PLURIBUS UNUM et le millésime 2018. Gravure : Phebe Hemphill Dessin : Chris Costello |        | Vue aérienne de Block Island.                                    |
| 46 | Massachusetts               | Parc historique national Lowell (5 juin 1978)                                     | 4 février 2019    |                                                                  | Une ouvrière sur un métier à tisser à large bobine, devant un vue de la filature de coton de Lowell. Dans l'anneau externe, LOWELL, MASSACHUSETTS, E PLURIBUS UNUM et le millésime 2019. Gravure : Phebe Hemphill Dessin : Joel Iskowitz |        | La Boot mill tower en 1976.                                      |
| 47 | Îles Mariannes du Nord      | American Memorial Park (18 août 1978)                                             | 1er avril 2019    |                                                                  | Jeune femme chamorro en habits traditionnels devant la cour d'honneur reprenant un cercle de drapeaux. Dans l'anneau externe, AMERICAN MEMORIAL PARK, N. MARIANA ISLANDS (Îles Marianes du Nord), E PLURIBUS UNUM et le millésime 2019. Gravure : Phebe Hemphill Dessin : Donna Weaver                                                                  |        | Vue du mémorial.                                                 |
| 48 | Guam                        | War in the Pacific National Historical Park (18 août 1978)                        | 3 juin 2019       |                                                                  | Deux soldats américains débarquant dans la Baie d'Asan lors de la Guerre du Pacifique. Dans l'anneau externe, WAR IN THE PACIFIC, GUAM, E PLURIBUS UNUM et le millésime 2019. Gravure : Michael Gaudioso Dessin : Joel Iskowitz |        | Débarquement à Guam en 1944.                                     |
| 49 | Texas                       | San Antonio Missions National Historical Park (10 novembre 1978)                  | 26 août 2019      |                                                                  | Éléments rappelant les pièces coloniales espagnoles. Le lion représente le patrimoine culturel espagnol, la San Antonio River stylisée; le blé symbolise l'agriculture et le clocher représente la communauté. Dans l'anneau externe, SAN ANTONIO MISSIONS, TEXAS, E PLURIBUS UNUM et le millésime 2019. Gravure : Joseph Menna Dessin : Chris Costello |        | Mission Concepcion.                                              |
| 50 | Idaho                       | Frank Church River of No Return Wilderness (23 juillet 1980)                      | 4 novembre 2019   |                                                                  | Une barque dans les eaux tumultueuses du parc, devant un paysage de roches et de sapins. En haut, le mot WILDERNESS (région sauvage). Dans l'anneau externe, RIVER OF NO RETURN, IDAHO, E PLURIBUS UNUM et le millésime 2019. Gravure : Renata Gordon Dessin : Emily Damstra                                                                            |        | Vue du parc.                                                     |
| 51 | Samoa américaines           | Parc national des Samoa américaines (31 octobre 1988)                             | 3 février 2020    |                                                                  | Un renard volant des Samoas femelle et son petit accroché à une branche (non visible). Dans l'anneau externe, NATIONAL PARK, AMERICAN SAMOA, E PLURIBUS UNUM et le millésime 2020. |        | Renard volant des Samoas.                                        |
| 52 | Connecticut                 | Site historique national de Weir Farm (31 octobre 1990)                           | 6 avril 2020      |                                                                  | Peintre portant un tablier, peignant sur une toile posée sur un chevalet devant le studio de Julian Alden Weir, entouré d'arbres. En bas à droite, la légende A NATIONAL PARK FOR ART (Un parc national pour l'art). Dans l'anneau externe, WEIR FARM, CONNECTICUT, E PLURIBUS UNUM et le millésime 2020.                                               |        | Weir Farm.                                                       |
| 53 | Îles Vierges des États-Unis | Salt River Bay National Historical Park and Ecological Preserve (24 février 1992) | 1er juin 2020     |                                                                  | Jeune palétuvier rouge. Dans l'anneau externe, SALT RIVER BAY, U.S. VIRGIN ISLANDS, E PLURIBUS UNUM et le millésime 2020. |        | Vue du parc.                                                     |
| 54 | Vermont                     | Parc historique national Marsh-Billings-Rockefeller (26 août 1992)                | 31 août 2020      |                                                                  | Jeune fille plantant une pousse d'épicéa commun au pied d'un autre arbre. En bas, la légende LAND STEWARDSHIP (intendance des terres). Dans l'anneau externe, MARSH-BILLINGS-ROCKEFELLER, VERMONT, E PLURIBUS UNUM et le millésime 2020. |        | Vue du parc.                                                     |
| 55 | Kansas                      | Tallgrass Prairie National Preserve (12 novembre 1996)                            | 16 novembre 2020  |                                                                  | Papillon Speyeria idalia en vol au-dessus de tiges de Andropogon gerardii et de Sorghastrum nutans. Dans l'anneau externe, TALLGRASS PRAIRIE, KANSAS, E PLURIBUS UNUM et le millésime 2020. |        | Vue du parc.                                                     |
| 56 | Alabama                     | Site historique national des Tuskegee Airmen (6 novembre 1998)                    | 1er février 2021  |                                                                  | Pilote afro-américain des Tuskegee Airmen devant la tour de contrôle de Moton Field au-dessus de laquelle passent deux avions de type P-51 Mustang, pendant la Seconde Guerre mondiale. Dans l'anneau externe, TUSKEGEE AIRMEN, ALABAMA, E PLURIBUS UNUM et le millésime 2021.                                                                          |        | Photo historique.                                                |